# Claire Wineland
Claire Lucia Wineland (Austin, 10 de abril de 1997 — San Diego, 2 de setembro de 2018) foi uma ativista americana e autora.  Por meio de sua organização sem fins lucrativos, "Claire's Place Foundation", ela apoiou pessoas com doenças terminais e crônicas, bem como suas famílias.
  Ela morreu de um derrame uma semana depois de um transplante de pulmão, aos 21 anos.
Claire escreveu o livro Every Breath I Take, Surviving and Thriving with Cystic Fibrosis e foi palestrante no TEDx.

## Vida pessoal
Claire Wineland nasceu com fibrose cística em Austin, Texas. Ela gostava de se apresentar desde nova e apareceu no The Music Man aos 4 anos de idade. Aos 13 anos, seus pulmões falharam e ela foi colocada em coma induzido.  Ela recebeu 1% de chance de sobrevivência e acordou após 16 dias. Ela então fundou uma organização de apoio às famílias afetadas por doenças terminais, especificamente a fibrose cística.

## Ativismo
Wineland fundou a Fundação Claire's Place Foundation aos 13 anos. Inspirada pelo apoio da comunidade enquanto ela estava em coma, ela lançou a 501(c)(3) sem fins lucrativos para dar apoio às crianças com fibrose cística e suas famílias.  A fundação opera por meio de dois programas: Support Families, que oferece suporte e assistência personalizados em áreas como tratamento, processos de atendimento e apoio emocional de outros pais voluntários; e Extended Hospital Stay Grants, que fornece assistência financeira às famílias que estão sofrendo com as longas internações hospitalares. A Claire's Place Foundation forneceu assistência financeira a 26 famílias até o momento.
Wineland foi escolhida para ser a palestrante principal do Congresso da AARC, a 63ª Convenção e Exposição Internacional Respiratória.  Ela foi palestrante do TEDx e já falou em várias conferências em todo o mundo. Claire apareceu em um episódio da Red Band Society e na série de documentários My Last Days. Ela se juntou ao "Breathless Choir" da Philips como solista.

### O Clairity Project e o canal do YouTube
O Clairity Project é um site que apresenta uma série de vídeos educativos e vlogs hospedados no YouTube que buscam inspirar e educar outras pessoas sobre como viver com uma doença terminal.  De acordo com o site, o ativismo de Wineland tem como objetivo "lançar alguma luz sobre o que realmente é estar doente, e mudar a maneira como vemos a doença e aqueles que vivem com ela."
Em 7 de agosto de 2017, depois de não enviar vídeos para o seu canal do YouTube por mais de um ano, Wineland retornou ao YouTube com uma nova conta em seu nome real.  Seu primeiro vídeo, intitulado "Eu parei de fazer o Clarity Project porque me ferraram", revelou que The Clairity Project não era operado por ela, mas por uma empresa de edição de vídeo, e ela tinha pouco ou nenhum controle sobre a edição de seus vídeos além de sua filmagem e criação. Ela revelou que depois de uma pausa na criação de vídeos por alguns meses devido ao declínio da saúde, a empresa se recusou a permitir que ela fizesse login em qualquer conta relacionada ao The Clarity Project.  Devido a nenhum contrato formal sobre a propriedade do projeto estar em vigor, a empresa continuou a lucrar com o The Clairity Project, que essencialmente tinha seu homônimo, sem Wineland nunca ter qualquer controle ou ver qualquer lucro. Wineland declarou que não tinha energia nem dinheiro para levar o caso ao tribunal.  Wineland continuou com seu próprio canal no YouTube, onde fez o upload de vlogs pessoais sobre seus sentimentos e pensamentos pessoais, fibrose cística, sua expectativa de vida e um transplante de pulmão.  Ela postou nove vídeos antes de sua morte.

## Morte
Em 26 de agosto de 2018, Claire passou por um transplante de pulmão duplo.  Logo após a cirurgia, ela teve um derrame devido a um coágulo de sangue que "cortou o fluxo sanguíneo para o lado direito de seu cérebro". Wineland morreu aos 21 anos, em 2 de setembro de 2018, no UC San Diego Thornton Pavilion. Seus órgãos foram doados.

## Legado
Em 2016, Claire foi listada como uma das "17 Power Teens" da revista Seventeen. Ela foi homenageada no Fox Teen Choice Award em 2015 e recebeu o Prêmio Gloria Barron de Jovens Heróis o prêmio "sem fins lucrativos do ano" do Los Angeles Business Journal, em 2014.
O filme Five Feet Apart, de 2019, foi dedicado a Wineland, que serviu como consultora no filme.